# Władimir Szczerbakow (1909–1985)
Władimir Wasiljewicz Szczerbakow (ros. Владимир Васильевич Щербаков, ur. 26 lutego 1909 w Juzowce (obecnie Donieck), zm. 17 kwietnia 1985 w Moskwie) – radziecki działacz partyjny, I sekretarz Komitetu Obwodowego WKP(b) w Królewcu w latach 1947–1951.
1933 ukończył Charkowski Instytut Inżynieryjno-Ekonomiczny, a 1933-1934 był w nim pracownikiem naukowym, 1935 został kandydatem nauk ekonomicznych, później profesorem. Wykładowca ekonomii politycznej w Charkowie, od 1939 w WKP(b), 1939-1942 sekretarz Komitetu Obwodowego Komsomołu w Charkowie, zastępca kierownika Wydziału Propagandy i Agitacji KC Komsomołu, 1942-1943 zastępca szefa Zarządu Politycznego Ludowego Komisariatu Rolnictwa ZSRR, potem organizator odpowiedzialny Zarządu Kadr KC WKP(b), zastępca kierownika i kierownik Wydziału Kadr Partyjnych Zarządu Kadr KC WKP(b). Od marca 1946 do czerwca 1947 przewodniczący Biura KC WKP(b) ds. Litwy, od 18 czerwca 1947 do 4 lipca 1951 I sekretarz Kaliningradzkiego Komitetu Obwodowego WKP(b). Od lipca 1951 do 1953 zastępca ministra kinematografii ZSRR, od 1953 do śmierci dyrektor i rektor Moskiewskiego Instytutu Finansowego.

## Odznaczenia
- Order Lenina
- Order Wojny Ojczyźnianej I klasy
- Order Wojny Ojczyźnianej II klasy